# 頭抽
頭篘是黃豆經發酵後，第一次提煉出來的酱油，所以味道最為香純濃郁，清．王士雄在《隨息居飲食譜》：「篘油則豆醬為宜，日曬三伏，晴則夜露，深秋第一篘者勝，名秋油，即母油。調和食物，葷素皆宜。」。也由於每一甕發酵豉油只有一次提煉頭抽的機會，所以價錢昂貴，為中式料理的珍品。其次，頭抽有先拔頭籌（與先拔頭抽同音）之意，也為祝褔禮物之一。

## 外部参考
- 頭抽豉油的製造